# Aza
Pour le radical chimique, voir Aza-.
Aza est un groupe de musiciens multi-ethnique berbère chleuh et américain de fusion créé à Santa Cruz en Californie.

## Membres de la formation
Ce groupe est composé de Fattah Abboo, chanteur et musicien jouant d'instruments à cordes — comme le banjo, l'oud, le lotar, le bouzouki, le sentir, le gambri, la mandore, le ribab (instrument traditionnel amazigh), le violon et la guitare —, et Mohamed Aoualou, un guitariste et chanteur. Ils sont tous deux originaires du Maroc. 
Ils sont accompagnés de musiciens américains : 
- Jason Paquin au banjo et à la guitare ;
- Joel Ford  à la clarinette et au saxophone ;
- Andy Zenczak à la basse électrique ;
- Alex Work aux percussions.

## Discographie
Leur album Marikan (en français Amérique) (2003) est un mélange de sonorités modernes d'influence occidentale et de musique berbère (musique amazighe, musique autochtone du Maghreb).